# خاندان فوجیوارا شیکی
خاندان فوجیوارا شیکی (به ژاپنی: 藤原式家 Fujiwara Shiki-ke)، یکی از شاخه‌های خاندان فوجیوارا بود.